# Pacto de Guadalajara
Se conoce como pacto de Guadalajara al acuerdo firmado, el 29 de octubre de 1207, entre Sancho VII de Navarra y Alfonso VIII de Castilla.
En virtud de este pacto se inició una tregua de cinco años entre ambos reinos y el rey castellano además prometió al navarro mediar entre Pedro el Católico de Aragón para que éste también llegase a un acuerdo con Navarra.